# الس آرنه
الس آرنه ‏(Els Aarne)‏ (۳۰ مارس ۱۹۱۷ ماکیفکا، اوکراین - ۱۴ ژوئن ۱۹۹۵، تالین، استونی) آهنگساز استونیایی بود. وی نوازندگی پیانو را از لمبا و آهنگسازی را از آرتور کاپ در کنسرواتوار تالین آموخت و از سال ۱۹۴۴ تا ۱۹۷۴ به آموزش موسیقی در آنجا پرداخت.